# The Day That Never Comes
The Day That Never Comes är Metallicas fyrtionde musiksingel och den första från albumet Death Magnetic. "The Day That Never Comes" släpptes på radio och för digital nedladdning på torsdagen den 21 augusti 2008 klockan 23 PDT. Redan efter tre dagar hamnade låten på fjärde plats bland de bäst säljande låtarna på Itunes. Låten spelades live för första gången den 22 augusti på Leedsfestivalen 2008 i England.